# Garcelle Beauvais
Garcelle Beauvais, född 26 november 1966 i St. Marc, Haiti, är en haitisk-amerikansk skådespelare.
Beauvais har bland annat medverkat i TV-serien Survival of the Thickest från 2023. Hon har även medverkat i filmerna Flight och 2012 och Spider-Man: Homecoming från 2017.

## Filmografi (i urval)
- 1984–1985 – Miami Vice (TV-serie) (2 avsnitt)
- 1986 – Cosby (TV-serie) (1 avsnitt)
- 1986 – Röda draken
- 1988 – En prins i New York
- 1991–1996 – Räkna med bråk (TV-serie) (4 avsnitt)
- 1992–1995 – Fresh Prince i Bel Air (TV-serie) (3 avsnitt)
- 1993 – I Coopers klass (TV-serie) (1 avsnitt)
- 1994–1995 – Models Inc. (TV-serie) (25 avsnitt)
- 1995 – The Wayans Bros. (TV-serie) (1 avsnitt)
- 1999 – Wild Wild West
- 2001–2004 – På spaning i New York (TV-serie) (84 avsnitt)
- 2002 – Bad Company
- 2004 – Curb Your Enthusiasm (TV-serie) (1 avsnitt)
- 2006 – CSI: Miami (TV-serie) (1 avsnitt)
- 2007 – I Know Who Killed Me
- 2012 – Flight
- 2013 – Arrested Development (TV-serie) (1 avsnitt)
- 2013 – Psych (TV-serie) (1 avsnitt)
- 2013 – White House Down
- 2014 – The Mentalist (TV-serie) (1 avsnitt)
- 2015 – Grimm (TV-serie) (5 avsnitt)
- 2016–2019 – The Magicians (TV-serie) (6 avsnitt)
- 2017–2018 – Chicago Med (TV-serie) (2 avsnitt)
- 2017 – Spider-Man: Homecoming
- 2018 – Power (TV-serie) (1 avsnitt)
- 2023 – Miracle Workers (TV-serie) (1 avsnitt)
- 2023 – Survival of the Thickest (TV-serie) (4 avsnitt)
- 2023 – The Other Black Girl (TV-serie) (5 avsnitt)